# AT&T Стедіум
«AT&T стадіон» (англ. AT&T Stadium; раніше відомий як Ковбойський стадіон англ. Cowboys Stadium) — стадіон, розміщений в Арлингтоні, штат Техас, США. Стадіон було відкрито 27 травня 2009 року.
«AT&T стадіон» вміщує 80 000 глядачів і є третім за місткістю стадіоном в НФЛ. Максимальна місткість стадіону, враховуючи стоячі місця, складає 105 000. На ньому свої домашні матчі проводить команда «Даллас Ковбойс».
Стадіон був розроблений далаською архітектурною компанією HKS, Inc. Окрім «Даллас Ковбойс» нова арена також використовується університетськими футбольними командами та різноманітними організаціями для проведення спортивних і культурних заходів.
З початку проектування будівництво стадіону оцінювалося в $ 650 млн., але в результаті вартість будівництва склала $ 1,15 млрд., що зробило «AT&T Стедіум» однією з найдорожчих у світі, коли-небудь побудованих, спортивних споруд.